# Hotel
Hotel je zgradba komercialnega tipa, ki za dogovorjen čas nudi bivanje proti plačilu. Nekateri hoteli, odvisno od nivoja in kategorije, nudijo tudi dodatne storitve, kot so restavracija, bazen, savna, itd. 

## Vrste hotelov
Motel (obcestni hotel s prenočitvami), se razlikuje od hotela v tem, da ima večina motelov vhod v sobe iz zunanje strani, medtem ko imajo hoteli vhod v sobe znotraj objekta, s tem je povečana varnost gostov in udobje namestitve.
Garni je tip hotela, ki gostom nudi samo prenočitev z zajtrkom.
Konferenčni hoteli imajo poleg sob tudi večje prostore, prilagojene za konference ali druge oblike srečanj, da z njimi privabijo izbrani, poslovno naravnani del gostov.